# Akustisch evozierte Potentiale
Als akustisch evoziertes Potential (AEP) bezeichnet man im medizinischen Sinn eine Veränderung des Elektroenzephalogramms (EEG), die durch ein Schallereignis hervorgerufen („evoziert“) wird. Physikalisch sind AEPe Potentialdifferenzen zwischen verschiedenen Ableitelektroden an der Kopfhaut, deren Zeitverlauf für die jeweilige Messsituation ein typisches Muster aufweist, das durch Erkrankungen verändert werden kann. Das auslösende Schallereignis wird „Stimulus“ genannt und synchronisiert die im Allgemeinen asynchrone Aktivität von Innenohr („Hörschnecke“), Hörbahn und primärem Hörzentrum / Hirnrinde. Der akustische Stimulus wird dem Probanden über Kopfhörer oder Lautsprecher präsentiert.
Die AEP sind eine Untergruppe der evozierten Potentiale.

## Ableitung, Elektrodenposition
Die stärksten AEP erhält man, wenn das aktive Gewebe von der Hörschnecke bis zum auditorischen Cortex sich zwischen den Ableitungselektroden befindet. Typischerweise wird eine Elektrode direkt auf dem Kopf („Vertex“, Cz im 10-20-System) und eine hinter dem rechten oder linken Ohr („Mastoid“, A1/A2) platziert. Eine dritte Elektrode wird als Referenz genutzt („Masse“) und meist auf der Stirn oder auf dem Nacken befestigt. Aufgrund der geringen Signalstärke der AEP wird die Messung mehrfach wiederholt und die gemessenen Signale werden gemittelt, wodurch zufällige Störungen verringert werden.

## Untergruppen der AEP
AEP lassen sich ab Stimulusbeginn mit unterschiedlichen Messbedingungen für eine Dauer von 1000 ms messen. Sie werden in vier Intervalle eingeteilt:
1. 0–10 ms frühe akustisch evozierte Potentiale (FAEP)
2. 10–100 ms mittlere akustisch evozierte Potentiale (MAEP)
3. 100–300 ms späte akustisch evozierte Potentiale (SAEP)
4. >300 ms sehr späte akustisch evozierte Potentiale (SSAEP)

In jedem Intervall wird eine typische Abfolge von Maxima und Minima beschrieben, „Wellen“ genannt. Die Zeit zwischen dem Stimulus und den typischen Wellen heißt Latenz, der Signalhub zwischen Wellenmaximum und -minimum wird Amplitude genannt. Aus klinischer Gewohnheit werden die FAEP invertiert zu den anderen AEP-Komponenten (MAEP, SAEP, SSAEP) aufgetragen (positive Signalkomponenten weisen bei den FAEP nach unten). Sowohl in der HNO-Heilkunde, der Pädaudiologie, als auch in der Neurologie spielen die BERA bzw. FAEP die größte Rolle.